# Gliese 876
Gliese 876 ist ein Roter Zwerg im Sternbild Wassermann, der etwa 15 Lichtjahre von der Sonne entfernt ist. Er ist einer der nächsten Nachbarsterne der Sonne, bei dem die Existenz eines Planetensystems bestätigt werden konnte. Das Planetensystem von Gliese 876 besteht aus vier bekannten Exoplaneten.
Trotz seiner (vergleichsweisen) Nähe zur Erde ist der Stern wie alle Roten Zwerge viel zu lichtschwach, um noch mit dem bloßen Auge beobachtet werden zu können.

## Eigenschaften
Gliese 876 ist deutlich kleiner und masseärmer sowie lichtschwächer als die Sonne. Seine Masse beträgt nur etwa ein Drittel der Sonnenmasse und seine Leuchtkraft lediglich 1,3 % der Sonnenleuchtkraft. Die Metallizität des Sterns ist ebenfalls geringer als die der Sonne. Messungen der Aktivität der Chromosphäre von Gliese 876 deuten auf ein Alter von 6,5 bis 9,9 Milliarden Jahren hin. Demgegenüber spricht die Raumbewegung des Sterns innerhalb der Milchstraße für eine Zugehörigkeit zur Scheibenpopulation und damit für ein Alter von 0,1 bis 5 Milliarden Jahren.
Gliese 876 ist ein BY-Draconis-Veränderlicher und trägt als solcher die Veränderlichen-Bezeichnung IL Aquarii. Seine Helligkeit variiert zwischen 10,150 mag im Maximum und 10,210 mag im Minimum. Der Stern emittiert außerdem Röntgenstrahlung.

## Planetensystem

Umlaufbahnen im Planetensystem von Gliese 876

Mittels der Radialgeschwindigkeitsmethode wurde 1998 durch zwei Astronomenteams, geleitet von Geoffrey W. Marcy und Xavier Delfosse, unabhängig voneinander ein Planet um Gliese 876 nachgewiesen. Es war die erste Entdeckung eines Exoplaneten in einer Umlaufbahn um einen Roten Zwerg. Der Planet mit der Bezeichnung Gliese 876 b war außerdem der sonnennächste zu diesem Zeitpunkt entdeckte Exoplanet. Er hat eine Mindestmasse von etwas mehr als zwei Jupitermassen.
Ein zweiter Planet, der die Bezeichnung Gliese 876 c erhielt, wurde 2001 ebenfalls von Marcy et al. entdeckt. Seine Umlaufbahn verläuft näher am Stern als die des zuerst entdeckten Planeten und liegt in der habitablen Zone von Gliese 876. Die Mindestmasse beträgt etwas mehr als 0,7 Jupitermassen.
Weitere mit hoher Präzision vorgenommene Messungen der Radialgeschwindigkeit von Gliese 876 führten 2005 zum Nachweis eines dritten Planeten, Gliese 876 d, durch ein Astronomenteam um Eugenio Rivera. Es handelt sich dabei um den innersten Planeten in dem System und um den ersten als Supererde eingestuften Exoplaneten um einen Hauptreihenstern.
Die Mindestmasse von Gliese 876 d wurde zunächst auf etwa 7,53 Erdmassen geschätzt, später auf etwa 6,83 Erdmassen. Nach einer Untersuchung von 2014 beträgt sie etwa 5,85 Erdmassen.
Wiederum eine Gruppe von Astronomen unter Leitung von Eugenio Rivera entdeckte 2010 noch einen vierten Planeten, der Gliese 876 umkreist, Gliese 876 e. Die Mindestmasse von Gliese 876 e entspricht in etwa der Masse des Planeten Uranus im Sonnensystem.
Die Umlaufbahnen der drei äußeren Planeten Gliese 876 b, Gliese 876 c und Gliese 876 e befinden sich in einer Laplace-Resonanz, vergleichbar den drei großen Jupitermonden Io, Europa und Ganymed. Es wird angenommen, dass die drei äußeren Planeten in größerer Entfernung vom Stern entstanden sind und anschließend durch Migration in ihre jetzigen Umlaufbahnen gelangt sind.
Untersuchungen der Radialgeschwindigkeit von Gliese 876, die 2014 veröffentlicht wurden, lassen es als möglich erscheinen, dass noch zwei weitere Planeten in dem System existieren. Diese würden in jeweils etwa 10,01 und 15,04 Tagen ihren Zentralstern umkreisen. Eine Studie aus dem Jahr 2021 identifiziert diese beiden zusätzlichen Signale als „false positives“.
| Planet (nach Entfernung vom Stern) | Entdeckung (Jahr) | Masse (in M♁)    | Umlaufzeit (in Tagen) | Große Halbachse (in AE) | Bahnneigung (in {\displaystyle \mathrm {^{\circ }} }) | Exzentrizität      |
| ---------------------------------- | ----------------- | ---------------- | --------------------- | ----------------------- | ----------------------------------------------------- | ------------------ |
| Gliese 876 d                       | 2005              | 6,91 +0,22−0,27  | 1,938 ± 0,001         | 0,021 ± 0,001           | 59                                                    | 0,082 +0,043−0,025 |
| Gliese 876 c                       | 2001              | 241,5 +0,7−0,6   | 30,126 +0,011−0,003   | 0,134 ± 0,001           | 59                                                    | 0,250 +0,001−0,002 |
| Gliese 876 b                       | 1998              | 760,9 ± 1,0      | 61,082 +0,006−0,010   | 0,214 ± 0,001           | 59                                                    | 0,040 +0,021−0,004 |
| Gliese 876 e                       | 2010              | 15,43 +1,29−1,27 | 124,4 +0,3−0,7        | 0,345 +0,001−0,002      | 59                                                    | 0,040 +0,021−0,004 |